# Cihanjaro
Cihanjaro is een bestuurslaag in het regentschap Kuningan van de provincie West-Java, Indonesië. Cihanjaro telt 1519 inwoners (volkstelling 2010).